# Groupe G des éliminatoires du Championnat d'Europe de football 2024
 (décembre 2022).
Navigation
- A
- B
- C
- D
- E
- F
- G
- H
- I
- J

Le groupe G des éliminatoires du Championnat d'Europe de football 2024 est l'un des dix groupes qui décideront quelles équipes se qualifieront pour la phase finale de l'Euro 2024 en Allemagne. Le groupe G comprend cinq équipes : la Hongrie, la Serbie, le Monténégro, la Bulgarie et la Lituanie. Les équipes s'affronteront à domicile et à l'extérieur dans un tournoi toutes rondes.
Les deux meilleures équipes se qualifieront directement pour le tournoi final. Les participants aux barrages seront déterminés en fonction de leurs performances dans la Ligue des nations de l'UEFA 2022-2023.

## Classement
| Rang | Équipe     | Pts | J | G | N | P | Bp | Bc | Diff |  | Résultats (▼ dom., ► ext.) |     |     |     |     |     |
| ---- | ---------- | --- | - | - | - | - | -- | -- | ---- |  | -------------------------- | --- | --- | --- | --- | --- |
| 1    | Hongrie    | 18  | 8 | 5 | 3 | 0 | 16 | 7  | +9   |  | Hongrie                    |     | 2-1 | 3-1 | 2-0 | 3-0 |
| 2    | Serbie     | 14  | 8 | 4 | 2 | 2 | 15 | 9  | +6   |  | Serbie                     | 1-2 |     | 3-1 | 2-0 | 2-2 |
| 3    | Monténégro | 11  | 8 | 3 | 2 | 3 | 9  | 11 | -2   |  | Monténégro                 | 0-0 | 0-2 |     | 2-0 | 2-1 |
| 4    | Lituanie   | 6   | 8 | 1 | 3 | 4 | 8  | 14 | -6   |  | Lituanie                   | 2-2 | 1-3 | 2-2 |     | 1-1 |
| 5    | Bulgarie   | 4   | 8 | 0 | 4 | 4 | 7  | 14 | -7   |  | Bulgarie                   | 2-2 | 1-1 | 0-1 | 0-2 |     |

## Matchs
La liste des matches sera publiée par l'UEFA le 10 octobre 2022, le jour après le tirage au sort organisé à Francfort,,. Les heures sont CET/CEST, comme indiqué par l'UEFA (les heures locales, si elles sont différentes, sont entre parenthèses).

## Résultats et calendrier
| 1re journée                | Bulgarie | 0 - 1   | Monténégro              | Ludogorets Arena, Razgrad                                                     |                                                                               |
| 24 mars 2023 18h00 (19h00) |          | (0 - 0) | 70e Krstović (Jovović ) | Spectateurs : 9 180 Arbitrage : Aliyar Aghayev Arbitre vidéo : Ovidiu Haţegan | Spectateurs : 9 180 Arbitrage : Aliyar Aghayev Arbitre vidéo : Ovidiu Haţegan |
| 24 mars 2023 18h00 (19h00) |          | Rapport | 43e Savić               | Spectateurs : 9 180 Arbitrage : Aliyar Aghayev Arbitre vidéo : Ovidiu Haţegan | Spectateurs : 9 180 Arbitrage : Aliyar Aghayev Arbitre vidéo : Ovidiu Haţegan |

| 24 mars 2023 | Serbie                                      | 2 - 0   | Lituanie     | Stade de l'Étoile rouge, Belgrade                                                 |                                                                                   |
| 20h45        | ( Kostić) Tadić 16e · ( Tadić) Vlahović 53e | (1 - 0) |              | Spectateurs : 21 125 Arbitrage : Lawrence Visser Arbitre vidéo : Nathan Verboomen | Spectateurs : 21 125 Arbitrage : Lawrence Visser Arbitre vidéo : Nathan Verboomen |
| 20h45        |                                             | Rapport | 90+3e Slivka | Spectateurs : 21 125 Arbitrage : Lawrence Visser Arbitre vidéo : Nathan Verboomen | Spectateurs : 21 125 Arbitrage : Lawrence Visser Arbitre vidéo : Nathan Verboomen |

| 2e journée         | Hongrie                                        | 3 - 0   | Bulgarie | Stade Ferenc-Puskás, Budapest                                                        |                                                                                      |
| 27 mars 2023 20h45 | ( Orban) Vécsei 7e · Szoboszlai 26e · Ádám 39e | (3 - 0) |          | Spectateurs : 53 000 Arbitrage : Halil Umut Meler Arbitre vidéo : Abdulkadir Bitigen | Spectateurs : 53 000 Arbitrage : Halil Umut Meler Arbitre vidéo : Abdulkadir Bitigen |
| 27 mars 2023 20h45 | Rapport                                        |         |          | Spectateurs : 53 000 Arbitrage : Halil Umut Meler Arbitre vidéo : Abdulkadir Bitigen | Spectateurs : 53 000 Arbitrage : Halil Umut Meler Arbitre vidéo : Abdulkadir Bitigen |

| 27 mars 2023 | Monténégro   | 0 - 2   | Serbie                                               | Stade Pod Goricom, Podgorica                                                  |                                                                               |
| 20h45        |              | (0 - 0) | 78e Vlahović (Mladenović ) · 90+6e Vlahović (Lukić ) | Spectateurs : 9 831 Arbitrage : Clément Turpin Arbitre vidéo : Jérôme Brisard | Spectateurs : 9 831 Arbitrage : Clément Turpin Arbitre vidéo : Jérôme Brisard |
| 20h45        | Krstović 26e | Rapport | 58e Živković · 87e Mladenović                        | Spectateurs : 9 831 Arbitrage : Clément Turpin Arbitre vidéo : Jérôme Brisard | Spectateurs : 9 831 Arbitrage : Clément Turpin Arbitre vidéo : Jérôme Brisard |

| 3e journée                 | Lituanie                                       | 1 - 1   | Bulgarie                | Stade S.-Darius-et-S.-Girėnas, Kaunas                                                     |                                                                                           |
| 17 juin 2023 15h00 (16h00) | ( Gineitis) Girdvainis 15e                     | (1 - 1) | 27e M. Petkov (Shopov ) | Spectateurs : 14 230 Arbitrage : Jakob Alexander Sundberg Arbitre vidéo : Jochem Kamphuis | Spectateurs : 14 230 Arbitrage : Jakob Alexander Sundberg Arbitre vidéo : Jochem Kamphuis |
| 17 juin 2023 15h00 (16h00) | Lasickas 17e · Paulauskas 45e · Gineitis 90+2e | Rapport | 83e Rusev               | Spectateurs : 14 230 Arbitrage : Jakob Alexander Sundberg Arbitre vidéo : Jochem Kamphuis | Spectateurs : 14 230 Arbitrage : Jakob Alexander Sundberg Arbitre vidéo : Jochem Kamphuis |

| 17 juin 2023 | Monténégro                                              | 0 - 0   | Hongrie                  | Stade Pod Goricom, Podgorica                                                                    |                                                                                                 |
| 18h00        |                                                         | (0 - 0) |                          | Spectateurs : 6 761 Arbitrage : Jesús Gil Manzano Arbitre vidéo : Alejandro Hernández Hernández | Spectateurs : 6 761 Arbitrage : Jesús Gil Manzano Arbitre vidéo : Alejandro Hernández Hernández |
| 18h00        | Vešović 15e · Vujačić 34e · Raičković 63e · Savić 90+4e | Rapport | 50e Sallai · 70e Csoboth | Spectateurs : 6 761 Arbitrage : Jesús Gil Manzano Arbitre vidéo : Alejandro Hernández Hernández | Spectateurs : 6 761 Arbitrage : Jesús Gil Manzano Arbitre vidéo : Alejandro Hernández Hernández |

| 4e journée         | Hongrie                                            | 2 - 0   | Lituanie                                    | Stade Ferenc-Puskás, Budapest                                                |                                                                              |
| 20 juin 2023 20h45 | ( At. Szalai) Varga 32e · ( Szoboszlai) Sallai 83e | (1 - 0) |                                             | Spectateurs : 58 274 Arbitrage : António Nobre Arbitre vidéo : Tiago Martins | Spectateurs : 58 274 Arbitrage : António Nobre Arbitre vidéo : Tiago Martins |
| 20 juin 2023 20h45 | Orban 54e · Szoboszlai 89e                         | Rapport | 39e Uzėla · 50e Tutyškinas · 57e Jankauskas | Spectateurs : 58 274 Arbitrage : António Nobre Arbitre vidéo : Tiago Martins | Spectateurs : 58 274 Arbitrage : António Nobre Arbitre vidéo : Tiago Martins |

|               | Bulgarie                                  | 1 - 1   | Serbie                                       | Ludogorets Arena, Razgrad                                                   |                                                                             |
| 20h45 (21h45) | ( Chochev) Despodov 47e                   | (0 - 0) | 90+7e Lazović                                | Spectateurs : 6 700 Arbitrage : Craig Pawson Arbitre vidéo : Chris Kavanagh | Spectateurs : 6 700 Arbitrage : Craig Pawson Arbitre vidéo : Chris Kavanagh |
| 20h45 (21h45) | M. Petkov 42e · Rusev 62e · Dyulgerov 81e | Rapport | 70e Milenković · 81e Joveljić · 88e Pavlović | Spectateurs : 6 700 Arbitrage : Craig Pawson Arbitre vidéo : Chris Kavanagh | Spectateurs : 6 700 Arbitrage : Craig Pawson Arbitre vidéo : Chris Kavanagh |

| 5e journée                     | Lituanie                                               | 2 - 2   | Monténégro                                     | Stade S.-Darius-et-S.-Girėnas, Kaunas                                            |                                                                                  |
| 7 septembre 2023 18h00 (19h00) | ( Černych) Paulauskas 71e · ( Verbickas) Černych 90+4e | (0 - 0) | 78e Krstović (Marušić ) · 89e Savić (Jovetić ) | Spectateurs : 11 328 Arbitrage : Mohammed Al-Hakim Arbitre vidéo : Dennis Higler | Spectateurs : 11 328 Arbitrage : Mohammed Al-Hakim Arbitre vidéo : Dennis Higler |
| 7 septembre 2023 18h00 (19h00) | Girdvainis 29e                                         | Rapport | 84e Đurđević                                   | Spectateurs : 11 328 Arbitrage : Mohammed Al-Hakim Arbitre vidéo : Dennis Higler | Spectateurs : 11 328 Arbitrage : Mohammed Al-Hakim Arbitre vidéo : Dennis Higler |

| 7 septembre 2023 | Serbie              | 1 - 2   | Hongrie                                 | Stade de l'Étoile rouge, Belgrade                                                      |                                                                                        |
| 20h45            | A. Szalai 10e (csc) | (1 - 2) | 34e Varga (Sallai ) · 36e Orban (Lang ) | Spectateurs : 6 924 Arbitrage : Juan Martínez Munuera Arbitre vidéo : Guillermo Cuadra | Spectateurs : 6 924 Arbitrage : Juan Martínez Munuera Arbitre vidéo : Guillermo Cuadra |
| 20h45            |                     | Rapport | 67e Varga · 89e A. Szalai               | Spectateurs : 6 924 Arbitrage : Juan Martínez Munuera Arbitre vidéo : Guillermo Cuadra | Spectateurs : 6 924 Arbitrage : Juan Martínez Munuera Arbitre vidéo : Guillermo Cuadra |

| 6e journée              | Monténégro                                                   | 2 - 1   | Bulgarie             | Stade Pod Goricom, Podgorica                                                  |                                                                               |
| 10 septembre 2023 18h00 | Savić 45+1e · ( Camaj) Jovetić 90+7e                         | (1 - 0) | 79e Borukov (Delev ) | Spectateurs : 4 232 Arbitrage : Harm Osmers Arbitre vidéo : Christian Dingert | Spectateurs : 4 232 Arbitrage : Harm Osmers Arbitre vidéo : Christian Dingert |
| 10 septembre 2023 18h00 | Vujačić 24e, 59e · Đurđević 45+3e · Krstović 60e · Bakić 81e | Rapport | 67e Popov            | Spectateurs : 4 232 Arbitrage : Harm Osmers Arbitre vidéo : Christian Dingert | Spectateurs : 4 232 Arbitrage : Harm Osmers Arbitre vidéo : Christian Dingert |

| 10 septembre 2023 | Lituanie                     | 1 - 3   | Serbie                                                                                 | Stade S.-Darius-et-S.-Girėnas, Kaunas                                         |                                                                               |
| 20h45 (21h45)     | ( Černych) Paulauskas 45e    | (1 - 3) | 21e A. Mitrović (Mladenović ) · 32e A. Mitrović (Mladenović · 43e A. Mitrović (Tadić ) | Spectateurs : 8 586 Arbitrage : Sascha Stegemann Arbitre vidéo : Sören Storks | Spectateurs : 8 586 Arbitrage : Sascha Stegemann Arbitre vidéo : Sören Storks |
| 20h45 (21h45)     | Černych 23e · Paulauskas 35e | Rapport | 38e Živković · 84e S. Milinković-Savić · 90+1e Mitrović                                | Spectateurs : 8 586 Arbitrage : Sascha Stegemann Arbitre vidéo : Sören Storks | Spectateurs : 8 586 Arbitrage : Sascha Stegemann Arbitre vidéo : Sören Storks |

| 7e journée                    | Bulgarie                                                           | 0 - 2   | Lituanie                            | Stade national Vassil-Levski, Sofia                                               |                                                                                   |
| 14 octobre 2023 18h00 (19h00) |                                                                    | (0 - 1) | 45e Širvys · 55e Širvys ( Lasickas) | Spectateurs : 6 916 Arbitrage : Giorgi Kruashvili Arbitre vidéo : Jeroen Manschot | Spectateurs : 6 916 Arbitrage : Giorgi Kruashvili Arbitre vidéo : Jeroen Manschot |
| 14 octobre 2023 18h00 (19h00) | Antov 8e · Kraev 21e, 42e · Petkov 60e · Grouev 69e · Despodov 71e | Rapport | 19e Gineitis                        | Spectateurs : 6 916 Arbitrage : Giorgi Kruashvili Arbitre vidéo : Jeroen Manschot | Spectateurs : 6 916 Arbitrage : Giorgi Kruashvili Arbitre vidéo : Jeroen Manschot |

| 14 octobre 2023 | Hongrie                                | 2 - 1   | Serbie                   | Stade Ferenc-Puskás, Budapest                                                     |                                                                                   |
| 20h45           | ( Nego) Varga 20e · ( Nego) Sallai 34e | (2 - 1) | 33e Pavlović (Živković ) | Spectateurs : 58 215 Arbitrage : François Letexier Arbitre vidéo : Jérôme Brisard | Spectateurs : 58 215 Arbitrage : François Letexier Arbitre vidéo : Jérôme Brisard |
| 20h45           | Varga 77e                              | Rapport | 76e Milenković           | Spectateurs : 58 215 Arbitrage : François Letexier Arbitre vidéo : Jérôme Brisard | Spectateurs : 58 215 Arbitrage : François Letexier Arbitre vidéo : Jérôme Brisard |

| 8e journée            | Serbie                                                               | 3 - 1   | Monténégro                              | Stade de l'Étoile rouge, Belgrade                                                    |                                                                                      |
| 17 octobre 2023 20h45 | ( Lukić) Mitrović 9e · ( Tadić) Mitrović 73e · ( Mitrović) Tadić 77e | (1 - 1) | 36e Jovetić (Marušić )                  | Spectateurs : 25 884 Arbitrage : Szymon Marciniak Arbitre vidéo : Tomasz Kwiatkowski | Spectateurs : 25 884 Arbitrage : Szymon Marciniak Arbitre vidéo : Tomasz Kwiatkowski |
| 17 octobre 2023 20h45 | Gudelj 49e                                                           | Rapport | 58e Savić · 88e Jovović · 89e Tomašević | Spectateurs : 25 884 Arbitrage : Szymon Marciniak Arbitre vidéo : Tomasz Kwiatkowski | Spectateurs : 25 884 Arbitrage : Szymon Marciniak Arbitre vidéo : Tomasz Kwiatkowski |

| 17 octobre 2023 | Lituanie                                                  | 2 - 2   | Hongrie                                         | Stade S.-Darius-et-S.-Girėnas, Kaunas                                      |                                                                            |
| 20h45 (21h45)   | ( Girdvainis) Černych 20e · ( Gineitis) Širvys 36e        | (2 - 0) | 67e (pen.) Szoboszlai · 82e Varga (Szoboszlai ) | Spectateurs : 5 349 Arbitrage : Juxhin Xhaja Arbitre vidéo : Luca Pairetto | Spectateurs : 5 349 Arbitrage : Juxhin Xhaja Arbitre vidéo : Luca Pairetto |
| 20h45 (21h45)   | Lekiatas 42e · Utkus 55e · Kažukolovas 71e · Lasickas 90e | Rapport | 55e Szoboszlai · 74e Fiola                      | Spectateurs : 5 349 Arbitrage : Juxhin Xhaja Arbitre vidéo : Luca Pairetto | Spectateurs : 5 349 Arbitrage : Juxhin Xhaja Arbitre vidéo : Luca Pairetto |

| 9e journée                     | Bulgarie                                    | 2 - 2   | Hongrie                                     | Stade national Vassil-Levski, Sofia                                        |                                                                            |
| 16 novembre 2023 18h00 (19h00) | ( Despodov) Delev 24e · Despodov 78e (pen.) | (1 - 1) | 10e Ádám (Szoboszlai ) · 90+7e (csc) Petkov | Spectateurs : 230 Arbitrage : Daniel Stefański Arbitre vidéo : Piotr Lasyk | Spectateurs : 230 Arbitrage : Daniel Stefański Arbitre vidéo : Piotr Lasyk |
| 16 novembre 2023 18h00 (19h00) | Antov 8e, 36e · Atanasov 81e · Kolev 86e    | Rapport | 42e Botka · 44e, 57e Kerkez                 | Spectateurs : 230 Arbitrage : Daniel Stefański Arbitre vidéo : Piotr Lasyk | Spectateurs : 230 Arbitrage : Daniel Stefański Arbitre vidéo : Piotr Lasyk |

| 16 novembre 2023 | Monténégro                                                      | 2 - 0   | Lituanie                                  | Podgorica City Stadium, Podgorica                                               |                                                                                 |
| 20h45            | ( Jovetić) Kuč 3e · ( Camaj) Jovetić 48e                        | (1 - 0) |                                           | Spectateurs : 3 647 Arbitrage : Artur Soares Dias Arbitre vidéo : Tiago Martins | Spectateurs : 3 647 Arbitrage : Artur Soares Dias Arbitre vidéo : Tiago Martins |
| 20h45            | Vujačić 28e · Rubežić 32e · Radunović 34e · Camaj 72e · Kuč 87e | Rapport | 41e Vorobjovas · 58e Utkus · 77e Lasickas | Spectateurs : 3 647 Arbitrage : Artur Soares Dias Arbitre vidéo : Tiago Martins | Spectateurs : 3 647 Arbitrage : Artur Soares Dias Arbitre vidéo : Tiago Martins |

| 10e journée            | Hongrie                                                            | 3 - 1   | Monténégro                                                                                  | Stade Ferenc-Puskás, Budapest                                                |                                                                              |
| 19 novembre 2023 15h00 | ( Á. Nagy) Szoboszlai 66e · ( Ádám) Szoboszlai 68e · Á. Nagy 90+3e | (0 - 1) | 36e Rubežić (Jovetić )                                                                      | Spectateurs : 59 600 Arbitrage : Danny Makkelie Arbitre vidéo : Clay Ruperti | Spectateurs : 59 600 Arbitrage : Danny Makkelie Arbitre vidéo : Clay Ruperti |
| 19 novembre 2023 15h00 | Szoboszlai 26e · Gazdag 35e · Dibusz 78e · Z. Nagy 86e             | Rapport | 13e Camaj · 18e Savić · 33e Rubežić · 47e Vešović · 70e Vujačić · 88e Raičković · 90+2e Kuč | Spectateurs : 59 600 Arbitrage : Danny Makkelie Arbitre vidéo : Clay Ruperti | Spectateurs : 59 600 Arbitrage : Danny Makkelie Arbitre vidéo : Clay Ruperti |

| 19 novembre 2023 | Serbie                                       | 2 - 2   | Bulgarie                                     | Stade Dubočica, Leskovac                                                       |                                                                                |
| 15h00            | ( Gudelj) Veljković 17e · ( Tadić) Babić 82e | (1 - 0) | 59e Rusev (Kolev ) · 69e Despodov (Krastev ) | Spectateurs : 7 325 Arbitrage : Erik Lambrechts Arbitre vidéo : Pol van Boekel | Spectateurs : 7 325 Arbitrage : Erik Lambrechts Arbitre vidéo : Pol van Boekel |
| 15h00            | Lukić 52e                                    | Rapport | 4e Petkov                                    | Spectateurs : 7 325 Arbitrage : Erik Lambrechts Arbitre vidéo : Pol van Boekel | Spectateurs : 7 325 Arbitrage : Erik Lambrechts Arbitre vidéo : Pol van Boekel |

## Statistiques

### Buteurs
5 buts      
- Aleksandar Mitrović

4 buts     
- Barnabás Varga
- Dominik Szoboszlai (dont 1 penalty)

3 buts    
- Kiril Despodov (dont 1 penalty)
- Pijus Širvys
- Stevan Jovetić
- Dušan Vlahović

2 buts   
- Martin Ádám
- Gytis Paulauskas
- Fiodor Černych
- Nikola Krstović
- Stefan Savić
- Dušan Tadić

1 but  
- Marin Petkov
- Preslav Borukov
- Roland Sallai
- Spas Delev
- Georgi Rusev
- Bálint Vécsei
- Roland Sallai
- Willi Orban
- Edvinas Girdvainis
- Edvin Kuč
- Slobodan Rubežić
- Darko Lazović
- Strahinja Pavlović
- Miloš Veljković
- Srđan Babić

but contre son camp  (csc)
- Attila Szalai (contre la Serbie)
- Aleks Petkov (contre la Hongrie)

### Passeurs
4 passes décisive    
- Dušan Tadić

3 passes décisive   
- Dominik Szoboszlai
- Stevan Jovetić
- Filip Mladenović

2 passes décisive  
- Loïc Nego
- Fiodor Černych
- Gvidas Gineitis
- Adam Marušić
- Driton Camaj
- Saša Lukić

1 passe décisive 
- Stanislav Shopov
- Ivaylo Chochev
- Spas Delev
- Kiril Despodov
- Aleksandar Kolev
- Filip Krastev
- Willi Orban
- Attila Szalai
- Roland Sallai
- Ádám Lang
- Ádám Nagy
- Martin Ádám
- Ovidijus Verbickas
- Justas Lasickas
- Edvinas Girdvainis
- Vladimir Jovović
- Filip Kostić
- Andrija Živković
- Aleksandar Mitrović
- Nemanja Gudelj

## Discipline
Un joueur est automatiquement suspendu pour le prochain match pour les infractions suivantes:
- Recevoir un carton rouge (les suspensions du carton rouge peuvent être prolongées pour des infractions graves)
- Recevoir trois cartons jaunes dans trois matches différents, ainsi qu'après le cinquième et tout carton jaune suivant (les suspensions pour carton jaune ne sont pas reportées aux barrages, aux finales ou à tout autre match international futur)

Les suspensions suivantes ont été (ou seront) purgées lors des matches de qualification:
| Joueurs         | Cartons                                                            | Suspensions                                 |
| --------------- | ------------------------------------------------------------------ | ------------------------------------------- |
| Žarko Tomašević | contre Finlande en Ligue des nations 2022-2023 (26 septembre 2022) | 1re journée, contre Bulgarie (24 mars 2023) |
| Justas Lasickas | 4e journée, contre Bulgarie (17 juin 2022)                         | 4e journée, contre Hongrie (20 juin 2023)   |